# Heribert Weber
Heribert Weber (Pöls, 28 giugno 1955) è un allenatore di calcio ed ex calciatore austriaco, di ruolo difensore.
Detiene il record di partite giocate nella Bundesliga (vale a dire dalla stagione 1974-1975), con 573 presenze.
Nel 1999 è stato inserito dai tifosi del Rapid Vienna nella squadra del secolo del club.

## Carriera

### Giocatore

#### Club
Weber crebbe calcisticamente nello Sturm Graz, con cui giocò per quattro anni prima di trasferirsi al Rapid Vienna. Con i bianco-verdi della capitale, Weber giocò 315 partite di campionato e vinse quattro campionati, altrettante coppe d'Austria, e tre supercoppe nazionali, prima di trasferirsi al Salisburgo, dove vinse nuovamente il titolo nel 1993-1994, sua ventesima e ultima stagione da professionista.
Giocò anche la finale di Coppa delle Coppe 1984-1985 e quella di Coppa UEFA 1993-1994, risultando l'unico giocatore austriaco ad aver giocato le finali di due diverse competizioni UEFA.

#### Nazionalale
In Nazionale totalizzò 68 presenze condite da un gol.
Prese parte ai Mondiali del 1978 e del 1982.

### Allenatore
Subito dopo il ritiro divenne allenatore del Puch, e dal 1995 al 1996 ricoprì l'incarico federale di responsabile delle Nazionali Under-18, Under-19 ed Under-20.
Nel 1996 tornò a Salisburgo in qualità di allenatore, e vi rimase per due stagioni vincendo ancora un campionato e una Supercoppa d'Austria. Chiamato al Rapid Vienna, ottenne due secondi posti in altrettante stagioni in Bundesliga.
Si trasferì allora in Germania, per guidare il Saarbrücken, ma tornò in patria nel 2003 come tecnico dell'Untersiebenbrunn in Erste Liga.
Smise di allenare nel 2004 e divenne telecronista per Sky. Nel 2008 ha accettato l'incarico di direttore sportivo all'Admira Wacker Mödling, ma due anni dopo il suo contratto in scadenza non è stato rinnovato, a causa del mancato raggiungimento della promozione.

## Palmarès

### Giocatore

#### Club
- Campionato austriaco: 5

Rapid Vienna: 1981-1982, 1982-1983, 1986-1987, 1987-1988
Salisburgo: 1993-1994
- Coppa d'Austria: 4

Rapid Vienna: 1982-1983, 1983-1984, 1984-1985, 1986-1987
- Supercoppa d'Austria: 3

Rapid Vienna: 1986, 1987, 1988

#### Individuale
- Calciatore austriaco dell'anno: 1

1987

### Allenatore
- Campionato austriaco: 1

Salisburgo: 1996-1997
- Supercoppa d'Austria: 1

Salisburgo: 1997